# Свекон
Свекон (швед. Swecon) — шведська конвенція фантастики та однойменний титул, який щорічно присуджують у рамках цієї науково-фантастичної конвенції.
З 1998 року одна шведська конвенція про наукову фантастику на рік була обрана для проведення національних нагород у науковій фантастиці і на додаток до фактичної його назви було надано звання «Swecon». Це не завжди найбільша шведська фантастична конвенція, але на практиці це часто є, і вона є найважливішою зі шведських конвенцій.
Назва Swecon є частиною великої традиції, і подібні конвенції проводяться в Норвегії, Данії та Фінляндії під назвою Norcon, Dancon та Finncon.

## Список конвенцій
| Рік  | Місце проведення | Назва                     | Почесні гості                                                                                   |
| ---- | ---------------- | ------------------------- | ----------------------------------------------------------------------------------------------- |
| 1998 | Лінчепінг        | ConFuse 98                | Paul J. McAuley                                                                                 |
| 1999 | Уппсала          | Upsala: 1999              | Майкл Свонвік                                                                                   |
| 2000 | Стокгольм        | NasaCon 2000              | John-Henri Holmberg, Brian Stableford                                                           |
| 2001 | Стокгольм        | Fantastika 2001           | Robin Hobb, Robert Rankin, Karolina Bjällerstedt Mickos, Pierre Christin                        |
| 2002 | Лінчепінг        | ConFuse 2002              | Чайна М'євіль, Гвінет Джоунс                                                                    |
| 2003 | Уппсала          | Upsala SF-möte X          | Аластер Рейнолдс, Кен Маклауд                                                                   |
| 2004 | Стокгольм        | Swecon 2004               | M. John Harrison, Dave Lally, Tim Russ                                                          |
| 2005 | Гетеборг         | ConCeive                  | Чарльз Штросс, Erik Granström                                                                   |
| 2006 | Стокгольм        | Imagicon                  | Джо Голдеман, Джефф Раймен, Martin Andreasson                                                   |
| 2007 | Гетеборг         | Conviction                | Richard Morgan, John Ajvide Lindqvist                                                           |
| 2008 | Лінчепінг        | ConFuse 2008              | Корі Докторов, Adam Roberts                                                                     |
| 2009 | Стокгольм        | Imagicon 2                | Liz Williams, Graham Joyce                                                                      |
| 2010 | Гетеборг         | Condense                  | Justina Robson, Nene Ormes                                                                      |
| 2011 | Стокгольм        | Єврокон 2011              | Елізабет Бір, Єн Макдональд, John-Henri Holmberg, Jukka Halme                                   |
| 2012 | Уппсала          | Kontrast                  | Джо Аберкромбі, Пітер Воттс, Келлі Лінк, Niels Dalgaard, Sara Bergmark Elfgren, Mats Strandberg |
| 2013 | Стокгольм        | Fantastika 2013           | Леві Тідгар, Джо Волтон, Johan Anglemark, Karin Tidbeck                                         |
| 2014 | Євле             | Steampunkfestival i Gävle | Корі Докторов, Mike Perschon, Miriam Rosenberg Rocek, Chris Wooding                             |
| 2015 | Лінчепінг        | ConFuse 2015              | Madeline Ashby, Kristina Hård, Ben Aaronovitch                                                  |
| 2016 | Стокгольм        | Fantastika 2016           | Maria Turtschaninoff, Jerry Määttä, Carolyn Ives Gilman, Caroline Mullan                        |
| 2017 | Уппсала          | Kontur                    | Kameron Hurley, Ann Leckie, Siri Pettersen                                                      |
| 2018 | Стокгольм        | Fantastika 2018           | Ian Watson, Mike Carey, Kij Johnson                                                             |
| 2019 | Вестерос         | Replicon                  | Charlie Jane Anders, Annalee Newitz, Gunilla Jonsson, Michael Petersén                          |
| 2021 | Стокгольм        | Fantastika 2021           | Adrian Tchaikovsky, Peadar Ó Guilín, Eva Holmquist, Maria Nilsson                               |
| 2022 | Стокгольм        | Ö-kon 3                   | Torill Kornfeldt, Boel Bermann                                                                  |
| 2023 | Уппсала          | Konflikt                  | Johan Egerkrans, Merja Polvinen, Francesco Verso, Martha Wells                                  |
| 2024 | Стокгольм        | Fantastika 2024           |                                                                                                 |